# Gymnastes (Paragymnastes) multicinctus
Gymnastes (Paragymnastes) multicinctus is een tweevleugelige uit de familie steltmuggen (Limoniidae). De soort komt voor in het Oriëntaals gebied.